# Алексино (Сокольский район)
Алексино — деревня в Сокольском районе Вологодской области.
Входит в состав Воробьёвского сельского поселения, с точки зрения административно-территориального деления — в Воробьёвский сельсовет. Расположена к северу от автодороги А123.
Расстояние по автодороге до районного центра Сокола — 59 км, до центра муниципального образования Воробьёва — 3 км. Ближайшие населённые пункты — Малые Ивановские, Горка, Ядрово, Осаново, Преображенское, Виторьево.
По переписи 2002 года население — 27 человек (11 мужчин, 16 женщин). Преобладающая национальность — русские (89 %).